# جبال عباريم
عباريم (بالعبرية: הָעֲבָרִים‏)  هي سلسلة جبال تاريخية عبر الأردن، من الشرق والجنوب الشرقي من البحر الميت، وتمتد من جبل نيبو - أعلى نقطة لها - في الشمال، إلى الصحراء العربية في الجنوب. تمتد سلسلة جبال عباريم من وادي قفرين في الشمال إلى وادي الزرقا ماعين ووادي الحسا في الجنوب. ولعباريم عدة قمم، منها نبو وهوشع وعجلون.
لها أهمية دينية عند اليهود، فهي المحطة الأخيرة من تيه بني إسرائيل في البرية بعد خروجهم من مصر.

## أصل الكلمة والوصف
عباريم هي كلمة عبرية معناها «ما عبر»،  ذكرت عدة مرات في العهد القديم، فذُكرت في سفر العدد 23:14؛ و27:12؛ و21:20؛ و32:47؛ وسفر التثنية 3:27؛ 34: 1؛ 32:49.
تم ذكر جبال عباريم عدة مرات في الكتاب المقدس:
- خيم بها بنو إسرائيل بعد عبورهم نهر أرنون.
- وقف موسى على جبل نبو واستطلع أرض الميعاد.
- بارك بلعام بن باعوراء جنود بني إسرائيل للمرة الثانية من عليها.[7]
- ذكره النبي إرميا مع باشان ولبنان كمكانين صرخ الناس من دون جدوى لله لإنقاذهم.[8]
- خبّأ إرميا تابوت العهد هناك.[9]

## وصلات خارجية
- جبل نيبو - الأردن (يوتيوب)